# James Gerard
Pour les articles homonymes, voir James Gerard (homonymie).
James Gérard (de son vrai nom Gerard-James Smurthwaite) est un acteur franco-britannico-australien basé à Paris.
Bilingue anglais-français, il travaille dans ces deux langues.

## Biographie
Prix de meilleur comédien 2018  au festival international du film fantastique de Menton https://www.festival-film-fantastique.com/  pour le film "Powerless" de David Sarrio

## Filmographie

### Cinéma
- 1996 : La Belle Verte de Coline Serreau : le douanier australien
- 2001 : Mon père, il m'a sauvé la vie  de José Giovanni : Simon
- 2003 :  Monsieur N. de Antoine de Caunes : Lieutenant Walker
- 2006 : Les oiseaux du ciel (ou Après l'océan) de Éliane de Latour : Biff
- 2007 : Les femmes de l'ombre  de Jean-Paul Salomé : Officier anglais 1
- 2007 : Ce soir, je dors chez toi de Olivier Baroux : William Forrester
- 2007 : Hellphone de James Huth : M. Jolimont
- 2009 :  Elle s'appelait Sarah de Gilles Paquet-Brenner : Mike Bambers
- 2011 : Comme un chef de Daniel Cohen: Cyril Bosse

### Télévision

#### Téléfilms
- 2010 : Le Grand Ménage de Régis Musset : Murray
- 2010 : Les Châtaigniers du désert de Caroline Huppert : Desmond Campbell
- 2014 : 3 femmes en colère de Christian Faure: Brian

#### Séries télévisées
- 2001 : Une Femme d'honneur : William Campbell
- 2006 : La Compagnie des glaces
- 2008 : Sœur Thérèse.com : meurtre au grand bain
- 2014 : Section de recherches (saison 8 épisode 2): Scott Anderson
- 2017 : Capitaine Marleau de Josée Dayan (saison 2 - épisode1): Angus Sullivan
- 2018 : Le Mort de la plage de Claude-Michel Rome : Matt Richardson